# Dialog – Gesellschaft für deutsch-türkischen Dialog

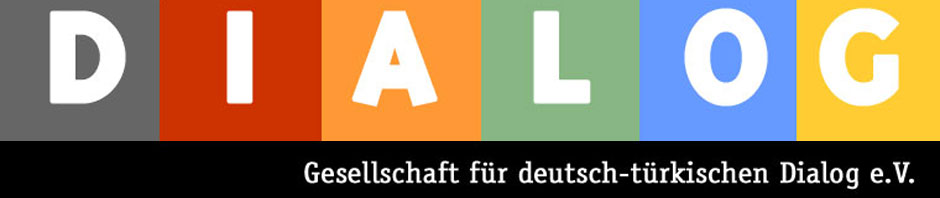
Vereinslogo

Dialog e. V. – Gesellschaft für deutsch-türkischen Dialog ist ein gemeinnütziger deutscher Verein, der 2000 gegründet wurde und seinen Sitz in Duisburg hat. Er setzt sich insbesondere für eine Verbesserung des Zusammenlebens zwischen Türken und Deutschen ein und fördert u. a. das interkulturelle Leben in Deutschland. Der Verein trat von 2008 bis 2013 auch als Buchverlag auf und verlegte unter dem Verlagsnamen Dialog Edition deutsch- und türkischsprachige Bücher. Seit 2014 agiert der Verlag selbstständig unter dem Namen Verlag Dialog-Edition Istanbul-Duisburg.

## Verein

### Ziele und Aufgaben
Zweck ist gemäß Satzung die Förderung der kulturellen, sozialen und wirtschaftlichen Beziehungen zwischen Deutschland und der Türkei und des interkulturellen Lebens in Deutschland, sowie entsprechende kulturelle, wissenschaftliche und gesellschaftliche Aktivitäten.
Im Einzelnen hat sich der Verein folgende Ziele gesetzt:
- Verbesserung des Zusammenlebens zwischen Türken und Deutschen.
- Förderung des interkulturellen Gesprächs in einem demokratischen und toleranten Sinne.
- Einbindung der zweiten und dritten Generation türkischstämmiger Bürger in Deutschland.
- Einfluss auf die kulturellen, wissenschaftlichen und wirtschaftlichen Aktivitäten zwischen Deutschen und Türken zur engeren Verknüpfung beider Länder.
- Offenheit gegenüber unbequemen Themen und kontroversen Diskussionen.
- Schaffung von Problemlösungen.

### Entwicklung und Aktivitäten
Der Verein wurde im April 2000 in Duisburg gegründet. Zu den Mitgründern zählen u. a. der Bibliothekar und Interkulturaktivist Tayfun Demir und die Journalistin, Hörfunkmoderatorin und Schriftstellerin Aslı Sevindim. Der Verein gehört zu den Initiatoren des Kultur- und Stadtteilzentrums Alte Feuerwache in Duisburg-Hochfeld und hat dort nach Umbau und Sanierung des historischen Gebäudes sowie Fertigstellung eines Anbaus 2007 als Mitmieter neben anderen Kulturvereinigungen seinen Sitz. Zudem nutzt der Verein die Veranstaltungsräume und das sonstige Raumangebot des Kulturzentrums im Bedarfsfall auch für eigene Veranstaltungen.
Vorsitzender des Vereins ist seit seiner Gründung Tayfun Demir.
Der Verein führt u. a. interkulturelle Veranstaltungen durch, wie Kulturfestivals, Konzerte, Kunst- und Literaturausstellungen, Buchlesungen, Workshops und Seminare. Er ist dabei teils sowohl im gesamten Ruhrgebiet als auch in ganz Nordrhein-Westfalen sowie in der Türkei tätig. Zudem beteiligt er sich an interkulturellen Großveranstaltungen und Foren etc. sowie an kommunalen Bildungsangeboten. Darüber hinaus organisiert der Verein Studienreisen in die Türkei. Der Verein ist Mitglied im Trägerverein des Kultur- und Stadtteilzentrums Alte Feuerwache.

### Projekte
- 2001: Lingua Franca, literarische Begegnungen von Autoren verschiedener Herkunftsländer, die in deutscher Sprache schreiben. Zu den Projektmitarbeitern gehörte u. a. die Journalistin Aslı Sevindim.[4]
- Seit 2005: Mitwirkung als einer von zwei Projektpartnern beim nordrhein-westfälischen Projekt Baglama für alle! einem interkulturellen Unterrichtsangebot auf der anatolischen Langhalslaute Bağlama, die als das „populärste türkische Saiteninstrument“ gilt. Das Projekt wird vom NRW KULTURsekretariat betrieben und gefördert, es begann im Schuljahr 2005/2006. Beteiligt sind insgesamt 17 städtische Musikschulen der großen Städte in Nordrhein-Westfalen (NRW). Nach eigenen Angaben des NRW KULTURsekretariats soll durch diese landesweite Maßnahme ein „gewichtiger musisch-kultureller Beitrag zur Integration der größten ethnischen Gruppierung in NRW geleistet werden“.[5]
- 2005: FrauenWelten – Internationale Karikaturen, Präsentation der Karikaturenausstellung der Essener Kulturvereinigung Exile Kulturkoordination e. V. in Istanbul.
- 2005: Melez Festival, deutsch-türkisches Kunst- und Kulturfestival in der Jahrhunderthalle in Bochum (in Kooperation mit dem Kulturzentrum Ringlokschuppen Mülheim).
- Literatur aus Deutschlands Nischen, ein Ausstellungs- und Internetprojekt über die türkische und türkischdeutsche Literatur, das in zwei Teilen realisiert wurde:[6]
  - I. Teil: Deutschtürkische Literatur (Ausstellung ab November 2007)
  - I. I. Teil: Türkische Literatur in deutschen Übersetzungen (Ausstellung ab September 2008)

## Dialog Edition

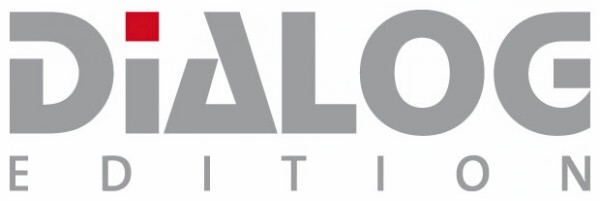
Verlagslogo

Als Beitrag zum interkulturellen Dialog verlegte der Verein unter dem Verlagslabel Dialog Edition (ISBN-Verlagsnummer: 3-9812594) eine Reihe von deutsch- und teils auch türkischsprachigen Büchern. Bis 2013 erschienen zwei Sachbücher und vier belletristische Werke, darunter ein erstmals in deutscher Übersetzung erschienener Roman des 1999 verstorbenen türkischen Autors Fakir Baykurt und zwei Gedichtbände von Lütfiye Güzel, einer Deutschen mit türkischem Migrationshintergrund.
Das Programm der Dialog Edition fand Beachtung, die Bücher wurden teils mehrmals rezeptiert bzw. zitiert und die belletristischen Werke erfuhren zudem teils mehrere Rezensionen. Die bis 2013 von der Dialog Edition verlegten Bücher gehören zum Bestand von zahlreichen wissenschaftlichen und allgemeinen Bibliotheken im In- und Ausland. Die von Tayfun Demir herausgegebenen beiden bibliografischen Sachbücher über türkische Literatur in deutscher Sprache und türkischdeutsche Literatur, die in der Dialog Edition jeweils 2008 erschienen sind, wurden in die internationale Ausstellung Books on Turkey auf der Frankfurter Buchmesse 2008 mit aufgenommen.
Seit 2014 arbeitet der Verlag unter dem Namen Verlag Dialog-Edition Istanbul-Duisburg unabhängig vom Verein Dialog e.V.
Bis 2013 wurde verlegt:
- Tayfun Demir (Hrsg.): Türkische Literatur in deutscher Sprache. 1800–2008. 2008, ISBN 978-3-9812594-0-7. (Bibliografisches Sachbuch)
- Tayfun Demir (Hrsg.): Türkischdeutsche Literatur. Chronik literarischer Wanderungen. 2008, ISBN 978-3-9812594-1-4. (Bibliografisches Sachbuch)
- Literaturcafé Fakir Baykurt [Duisburg] (Hrsg.): Söz Uçar, Yazı Kalır. Das Gesprochene verfliegt, das Geschriebene bleibt. 2009, ISBN 978-3-9812594-2-1. (Kurzgeschichten-Anthologie, deutsch, türkisch)
- Interkultureller Arbeitskreis Gelsenkirchen (Hrsg.); Apostolos Amvrasis u. a. (Verf.); Gabrielle Schultz (Red. Bearb.): Interreligiöser Dialog in Gelsenkirchen. 2010, ISBN 978-3-9812594-4-5. (Sachbuch)
- Fakir Baykurt: Halbes Brot. Aus dem Türkischen von Sabine Adatepe. 2011, ISBN 978-3-9812594-3-8. (Roman; Rezension von Karin Yeşilada im Blog Pegel-Ruhrort.de, Rezension von Monika Carbe in der Neuen Zürcher Zeitung)
- Lütfiye Güzel: Herz-Terroristin. Gedichte. 2012, ISBN 978-3-9812594-5-2.
- Lütfiye Güzel: Let’s go Güzel! Kurzgeschichten & Gedichte. 2012, ISBN 978-3-9812594-6-9. (Rezension von Gerrit Wustmann auf poetenladen.de)